# 1724 en architecture
| Années de l'architecture : 1721 - 1722 - 1723 - 1724 - 1725 - 1726 - 1727    |
| Décennies de l'architecture : 1690 - 1700 - 1710 - 1720 - 1730 - 1740 - 1750 |

Cet article présente les faits marquants de l'année 1724 en architecture.

## Réalisations
- Porte de Mdina à Malte.

## Événements
- x

## Récompenses
- Prix de Rome : x
- Jean-Charles Garnier d'Isle admis à l'Académie royale d'architecture.

## Décès
- x